# My Valentine
«My Valentine» es una canción del músico británico Paul McCartney publicada en el álbum de estudio de 2012 Kisses on the Bottom. Junto con «Only Our Hearts», «My Valentine» es una de las dos canciones originales publicadas en el álbum de versiones de clásicos del jazz, producido por Tommy LiPuma, y alcanzó el puesto 19 en las listas estadounidenses Hot Adult Contemporary Tracks y Adult Contemporary Chart.

## Composición y grabación
«My Valentine» fue compuesta en febrero de 2011 durante un viaje de McCartney a Marruecos con su tercera esposa, Nancy Shevell. Tal y como comentó en el libreto que acompaña al álbum:

«Estaba en Marruecos con Nancy, que ahora es mi esposa, y estábamos teniendo unas buenas vacaciones, pero llovía mucho. Yo dije: «Es una lástima que esté lloviendo», y ella dijo: «No importa, podemos divertirnos». Y coincidí: «No me importa en absoluto». De modo que había un gran piano, algo fuera de tono, en el salón del hotel. Y había un tipo irlandés que conocía canciones viejas como «Beautiful Dreamer», «If You Were The Only Girl in the World»... De modo que una tarde, mientras llovía, estaba en el salón, me senté al piano y empecé a teclear la melodía y a cantar: «What if it rained? We didn't care. She said that some day soon the sun was gonna shine». Y el tipo irlandés estaba detrás de mí, escuchando todo el tiempo: «Ah, eso está genial». Un pequeño voto de confianza en la canción».

McCartney estrenó la canción en su boda con Nancy Shevell, el 9 de octubre de 2011. Según McCartney: «Fue bonito. Estaba realmente emocionada y miraba como si hubiera derramado una lágrima. Tuve un día precioso. Fue magnífico. No podría haber tenido una boda más perfecta».
«My Valentine» fue grabado en los Avatar Studios de Nueva York con Eric Clapton tocando la guitarra acústica. Los arreglos rítmicos fueron desarrollados por Diana Krall, y la orquesta fue añadida en los Estudios Abbey Road de Londres. Sobre la participación de Clapton en la grabación de «My Valentine», McCartney comentó: «Cuando estábamos grabando este tema en Abbey Road, le dije: «La última vez que trabajamos aquí, fue cuando estabas sentado ahí tocando la guitarra en «While My Guitar Gently Weeps». Así que había un, no sé, una brecha de 40 años, y sólo 10 yardas físicamente».
Clapton también tocó la guitarra en el tema «Get Yourself Another Fool».

## Publicación
El estreno de «My Valentine» tuvo lugar mediante streaming a través de la web oficial de Paul McCartney el 19 de diciembre de 2011, durante 24 horas. Con la publicación de Kisses on the Bottom en febrero de 2012, «My Valentine» fue publicado en formato de descarga digital como primer sencillo promocional del álbum. 
«My Valentine» fue acompañado de tres videoclips protagonizados por los actores Natalie Portman y Johnny Depp, que interpretan la letra de la canción con lengua de señas. La idea original de los videoclips fue de Stella McCartney, hija de Paul.

## Personal
- Paul McCartney: voz
- Diana Krall: piano y arreglos rítmicos
- Eric Clapton: guitarra acústica
- John Pizzarelli: guitarra
- Robert Hurst: bajo
- Karriem Riggins: batería
- Orquesta Sinfónica de Londres: orquestación

## Posición en listas
| Lista (2007)                  | Mejor posición |
| ----------------------------- | -------------- |
| 'Adult Contemporary           | 19             |
| Hot Adult Contemporary Tracks | 19             |
| Japan Hot 100 Singles         | 23             |
| Smooth Jazz Songs             | 27             |
| Dutch Charts                  | 93             |